# Нелюбин, Игорь Александрович
Игорь Александрович Нелюбин — советский хозяйственный, государственный и политический деятель.

## Биография
Родился в 1936 году в Гомеле. Член КПСС.
С 1959 года — на хозяйственной, общественной и политической работе. В 1959—1998 гг. — мастер 3-го строительного участка г. Минска, мастер 6-го строительного участка треста «Белтрансстрой» в г. Гомеле, прораб, начальник производственного отдела строительного управления № 318 треста «Белтрансстрой», начальник производственного отдела треста № 10, начальник строительного управления № 43, главный инженер строительного треста № 10, управляющий стройтреста № 10, начальник ПСМО «Гомельпромстрой», генеральный директор АПСМО «Гомельпромстрой».
Избирался депутатом Верховного Совета Белорусской ССР 12-го созыва. Делегат XXV съезда КПСС.
Умер в Гомеле в 1998 году.